# La Terre des femmes
La Terre des femmes (Land of Women) est une série télévisée américaine créée par Ramón Campos et Gema R. Neira, diffusée le 26 juin 2024 sur Apple TV+.
La série est inspirée du roman à succès La tierra de las mujeres de l’auteure espagnole primée Sandra Barneda.

## Synopsis
Gala est obligée de fuir New York avec sa mère et sa fille vers l'Espagne après la disparition de son mari à la suite de ses fraudes financières.

## Distribution

### Acteurs principaux
- Eva Longoria (VF : Marie Bouvier) : Gala
- Carmen Maura (VF : Véronique Augereau) : Julia
- Victoria Bazúa (VF : Nastassja Girard) : Kate
- Santiago Cabrera (VF : Anatole de Bodinat) : Amat

### Acteurs secondaires
- Amaury Nolasco (VF : Laurent Morteau) : Kevin
- Gloria Muñoz (en) : Mariona
  - Carla Campra (VF : Amandine Bataille) : Mariona, jeune
- Ariadna Gil : Montse
- Pep Anton Muñoz (es) : Andreu
- Jim Kitson : Hank
- James Purefoy : Fred
- Ben Temple (en) : Tony
- María de Nati

 Source et légende : version française (VF) sur RS Doublage